# Katie Britt
Katie Boyd Britt (ur. 2 lutego 1982 w Enterprise) – amerykańska polityczka i prawniczka, od 2023 roku senatorka Stanów Zjednoczonych 3. klasy z Alabamy, pierwsza kobieta wybrana na senatora w stanie Alabama.  

## Wczesne życie i edukacja
Katie Boyd urodziła się 2 lutego 1982 roku w Enterprise w stanie Alabama. Była najstarszą z czterech córek Juliana i Debry Boyd. Jej rodzice prowadzili sklep z narzędziami, sklep z łodziami i studio tańca.
W 2000 roku ukończyła szkołę średnią Enterprise High School. Następnie zdobyła tytuł bachelor’s degree z nauk politycznych na Uniwersytecie Alabamy w 2004 roku oraz doktorat z prawa na University of Alabama School of Law w 2013 roku.

## Kariera polityczna
Pracowała jako prawniczka oraz dyrektorka generalna organizacji lobbystycznej Business Council of Alabama. Pracowała też dla senatora Richarda Shelby'ego kolejno jako: sekretarka prasowa, szefowa sztabu, menedżerka kampanii i dyrektorka komunikacji kampanii.
W czerwcu 2021 roku ogłosiła zamiar kandydowania z ramienia Partii Republikańskiej na stanowisko senatora Stanów Zjednoczonych z Alabamy, nie mając wcześniejszego doświadczenia w ubieganiu się o urząd publiczny. Swoją kampanię wyborczą oparła na konserwatywnych wartościach, sprzeciwie wobec aborcji, poparciu dla 2. poprawki do konstytucji i zwiększeniu bezpieczeństwa granic. Przedstawiała się jako chrześcijanka i odwoływała się do chrześcijańskich wartości. Obiecała też, że będzie orędowniczką małych przedsiębiorstw.
Wygrała wybory w 2022 roku. Tym samym została najmłodszą kobietą z Partii Republikańskiej zasiadającą w Senacie Stanów Zjednoczonych, drugą najmłodszą amerykańską senatorką w historii, po Blanche Lincoln oraz pierwszą kobietą wybraną na stanowisko senatora w stanie Alabama. Jej kadencja zaczęła się 3 stycznia 2023 roku. Ponieważ została senatorem 3. klasy, koniec jej kadencji przypadł na 3 stycznia 2029 roku. Zastąpiła na tym stanowisku swojego mentora, senatora Richarda Shelby'ego, który po 36 latach zasiadania w Senacie przeszedł na emeryturę.
W 2024 roku została wyznaczona do wygłoszenia odpowiedzi na State of the Union prezydenta Joego Bidena. Przemawiała na tle swojej kuchni, co tygodnik Polityka zinterpretował jako wyraz sympatyzowania z nękaną kłopotami klasą średnią. W swej wypowiedzi obarczyła prezydenta między innymi wysoką inflacją oraz niezrozumieniem problemów obywateli.

## Wyniki wyborów
Poniżej wymienione zostały wybory powszechne, w których Katie Britt wzięła czynny udział. Poprzez głównego kontrkandydata rozumie się kandydata, który w danych wyborach wygrał lub zajął drugie miejsce, jeśli wygrała Katie Britt.
| Rok  | Wybory                                                                      | Partia | Partia       | Główny przeciwnik | Główny przeciwnik        | Wynik            | Wynik | Wynik   | Źródło |
| Rok  | Wybory                                                                      | Partia | Partia       | Główny przeciwnik | Główny przeciwnik        | Głosy powszechne | %     | Wygrana | Źródło |
| ---- | --------------------------------------------------------------------------- | ------ | ------------ | ----------------- | ------------------------ | ---------------- | ----- | ------- | ------ |
| 2022 | Prawybory przed wyborami do Senatu Stanów Zjednoczonych w Alabamie          |        | Republikanie |                   | Mo Brooks (Republikanie) | 289 425          | 44,8  | T       | [ 6 ]  |
| 2022 | II tura prawyborów przed wyborami do Senatu Stanów Zjednoczonych w Alabamie |        | Republikanie |                   | Mo Brooks (Republikanie) | 253 251          | 63    | T       | [ 7 ]  |
| 2022 | Wybory do Senatu Stanów Zjednoczonych w Alabamie                            |        | Republikanie |                   | Will Boyd (Demokraci)    | 940 048          | 66,64 | T       | [ 8 ]  |

## Życie prywatne
Na Uniwersytecie Alabamy poznała swojego przyszłego męża, Wesleya Britta, gracza futbolu amerykańskiego, który grał w drużynie New England Patriots w lidze NFL.